# Sorbus thomsonii
Sorbus thomsonii är en rosväxtart som först beskrevs av George King och Joseph Dalton Hooker, och fick sitt nu gällande namn av Alfred Rehder. Sorbus thomsonii ingår i släktet oxlar, och familjen rosväxter. Inga underarter finns listade i Catalogue of Life.